# Der Marsch zum Führer
Der Marsch zum Führer ist ein deutscher Propaganda- und Lehrfilm aus dem Jahr 1940. Der Film zeigt den Marsch der Hitlerjugend (HJ) zum Reichsparteitag der Nationalsozialisten nach Nürnberg. Anders als die früheren Dokumentarfilme der Parteitage von Leni Riefenstahl konzentriert er sich nicht auf den Parteitag selbst oder auf Adolf Hitler, der erst am Ende des Filmes kurz gezeigt wird. Stattdessen folgt er dem Weg der HJ von den verschiedenen Teilen Deutschlands in ihrer Reise quer durchs Land.
Der Film erhielt die Prädikate „staatspolitisch wertvoll“, „künstlerisch wertvoll“, „volksbildend“ und „jugendwert“. Regisseur und Drehbuchautor konnten nicht festgestellt werden.